# Menhir von Pra-Bourdin

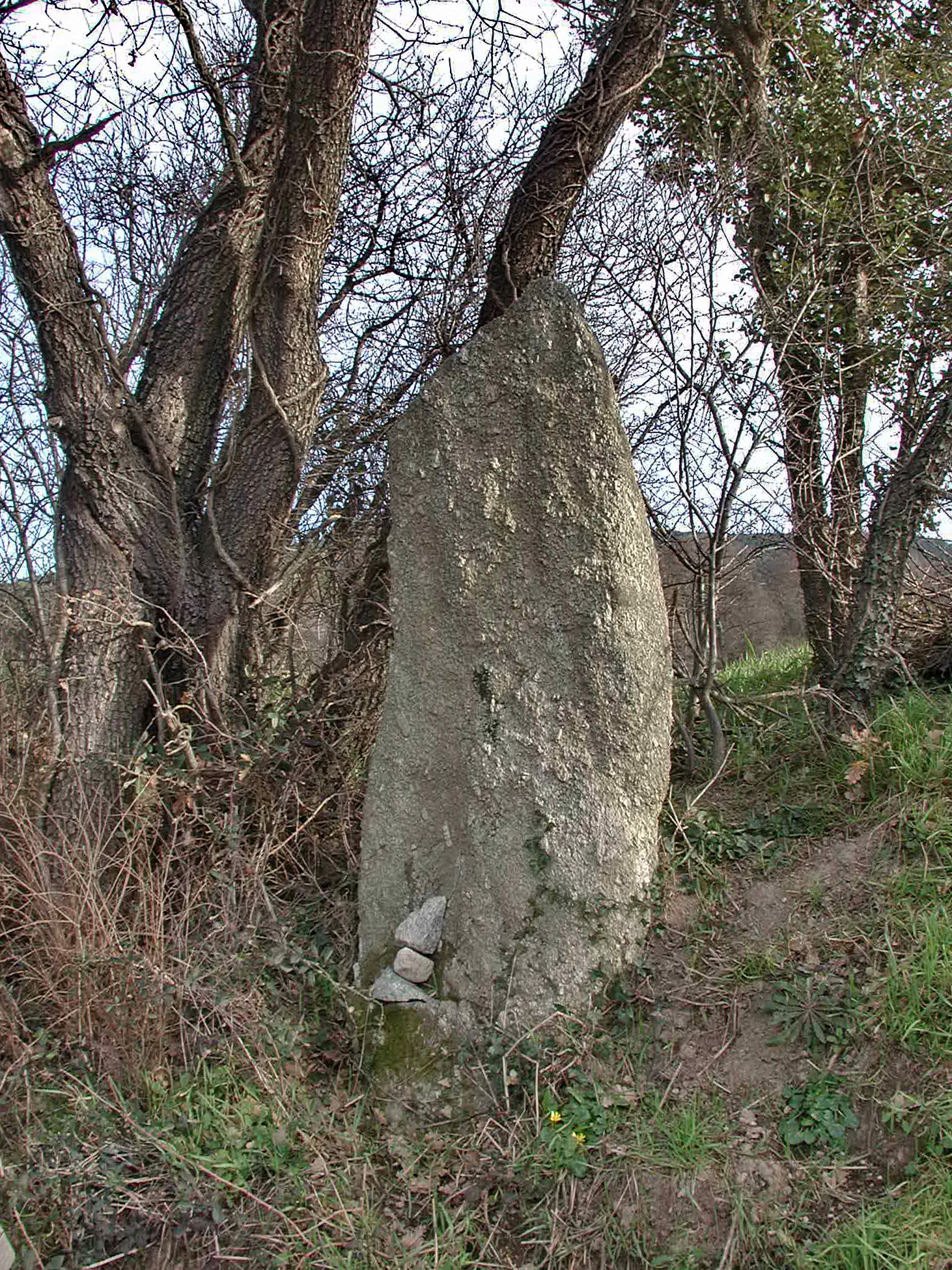
Menhir von Pra-Bourdin

Der Menhir von Pra(t)-Bourdin (auch Menhir du Pré de la Pierre Enchantée – deutsch Menhir auf der Wiese des verzauberten Steins – genannt) ist ein Menhir östlich des Weilers Prat-Bourdin, südöstlich von Le Plan-de-la-Tour bei Sainte-Maxime im Südosten des Département Var in Frankreich.
Der Menhir aus Granit ist 1,95 m hoch und etwa mittig an seiner breitesten Stelle, 0,70 m breit, wobei er sich oben stärker verjüngt. Er wurde, um als Grenzstein zu dienen, von seinem ursprünglichen Standort in eine Baumreihe verlegt.